# イユ
イユ（1990年3月20日 - ）は、韓国ソウル特別市出身の歌手。元F.CUZのメインボーカル。

## 来歴
トロット四天王のひとり、ソル・ウンド（慶州李氏、本名はイ・ヨンチュン）と女優イ・スジン夫妻の息子2人、娘1人の長男としてデビュー前から注目を浴びていた。MBC芸能番組『日曜日の夜は楽しい』の「こっそりカメラ」ソル・ウンド編に出演し、顔を知られている。2008年にSBS人気TVシリーズ 『食客』に「君を聞く（그대를 듣죠）」で参加（のちにSUPER JUNIOR・キュヒョンが同曲をカバー）。2010年1月、韓国の芸能事務所であるUNION CAN所属のキム・ジンチョル、チェ・ ヨンハク、シム・イェジュンの3人と、Castle J Enterprise所属のイ・スンヒョンによるアイドルグループF.CUZとしてデビューした。2010年5月「愛させてください（사랑하게 해주세요）」でKBS2ドラマ『恋する国家情報局（国家が呼ぶ）（국가가 부른다）」のOSTにF.CUZのイユとして参加。
F.CUZとしてデビューした2010年の1月にデジタルアルバム「Jiggy」、3月に「No One」、11月にミニアルバム「Gorgeous」を発売するも、2011年5月21日に東京六本木で行われたライブの夜公演で、突然の脱退を発表した。同年8月17日にリリースした日本1stシングル「NEVER LET YOU GO」の発売記念として8月23日に大阪・あべのHoopで行われたリリースイベントがF.CUZのイユとしての最後の活動になった。8月20日に渋谷eggmanで行われた「F.CUZファンミーティングアフターパーティ」では自身が作詞し、友人であるU-Kissの元メンバー・キボムと作曲した日本語曲「Hibiri-Luv」を披露した。11月13日、韓国俳優リュ・ジンのファンミーティングにゲストとして参加。12月28日には豊島公会堂でソロ初のファンミーティングを開催した。
2012年には、韓国版エリザベート (ミュージカル)の皇太子ルドルフ役に抜擢される。オーディションのきっかけとしてJYJのキム・ジェジュンが紹介したことで話題になった。5月にはBlock Bの所属するStardom Entertainment(元：BrandNew Stardom Entertainment)と専属契約を結び、歌手だけでなく俳優としての活動も期待されている。

## 人物
- 好きなキャラクター、漫画はドラえもん。
- 笑顔が赤ちゃんみたいだからと「カックンイ（깍꿍이）」と呼ばれていた。(カックンはいないいないばぁの意味）
- 香りの強い白ワインが好き。
- 好きなデートコースは南山（ナムサン）タワー。
- おすすめの韓国料理は純豆腐チゲ。
- 好きなアーティストはJYJ、父親のソル・ウンド、マイケル・ジャクソン、Justin Timberlake、Alicia Keys、SE7EN、安室奈美恵、ゴスペラーズ、尾崎豊
- 好きな日本語は「いま、会いにゆきます」。映画のDVDや本を持っている。
- ヒョウ柄と携帯はないと生きていけないくらいに好き。
- ボーリングが好きすぎてボーリングサークルを作った。
- F.CUZの宿舎生活では散らかし担当だった。

## ディスコグラフィ

### 韓国
- 오! 다시（オー!再び）（2008年）韓国の女性歌手TARUのデビューアルバム「RAINBOW」収録曲（「TARU feat.唯」名義）
- 그대를 듣죠（君を聞く）（2008年）ドラマ食客OST（「唯」名義）
- Jiggy（2010年）デジタルシングル（F.CUZとして）
- 사랑하게 해주세요（愛させてください）（2010年）ドラマ国家が呼ぶOST　（「F.CUZ　イユ」として）
- No One（2010年）ミニアルバム（F.CUZとして）
- Gorgeous（2010年）ミニアルバム（F.CUZとして）

### 日本
- Japan premium edition（2010年）韓国で発売されたF.CUZの2ndミニアルバム「Gorgeous」の日本版でPVやメイキング等が収録されたDVD付き。
- NEVER LET U GO / LAST FOREVER　（2011年）日本デビューシングル（F.CUZとして）

## 受賞歴
- I'M TVオンライン・最優秀人気賞（2010年）